# متلألئة أجمية
متلألئة أجمية (الاسم العلمي:Luzula caespitosa) هي نوع من النباتات تتبع جنس المتلألئة من الفصيلة الأسلية.